# Franz Schmidt
Franz Schmidt, avstrijski skladatelj, violončelist in pianist, * 22. december 1874, Pressburg (danes Bratislava), † 11. februar 1939, Perchtoldsdorf.
Njegovo najbolj znano delo je opera v dveh dejanjih Notredamski zvonar, ki je bila uprizorjena tudi v Ljubljani leta 1923.